# Clube de Regatas Vasco da Gama
O Clube de Regatas Vasco da Gama é um clube brasileiro sediado na cidade de Porto Alegre, capital do estado do Rio Grande do Sul.
Foi fundado em janeiro de 1917 como forma de agregar a comunidade portuguesa vivendo na capital gaúcha.